# 7119 Hiera

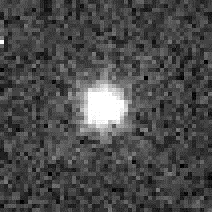
7119 Hiera

7119 Hiera eller 1989 AV2 är en trojansk asteroid i Jupiters lagrangepunkt L4. Den upptäcktes 11 januari 1989 av det amerikanska astronom paret Eugene M. och Carolyn S. Shoemaker vid Palomar-observatoriet. Den är uppkallad efter Hiera, i den grekiska mytologin.
Asteroiden har en diameter på ungefär 59 kilometer.